# Rafael Alfonzo Ravard
Rafael Alfonzo Ravard (Caracas, 17 de agosto de 1919-ib., 22 de noviembre de 2006) fue un militar, ingeniero y empresario venezolano que tuvo una destacada carrera como funcionario de la administración pública en Venezuela. Se manejó particularmente en el área de la gerencia, llegando a ocupar los cargos de presidente de Petróleos de Venezuela y la Corporación Venezolana de Guayana, entre otros. 
Trabajó como profesor en varias escuelas de la Academia Militar de Venezuela (actual UMBV), fue miembro de la Academia de Ciencias Físicas, Matemáticas y Naturales de Venezuela. Su partícipe de haber conducido un plan concebido para la industrialización y desarrollo a mediano y largo plazo de la región sur del país, incluida la fundación de Ciudad Guayana.
El día 7 de febrero de 2018 se inaugura en el Instituto de Estudios Superiores de Administración (IESA) en la ciudad de Caracas un salón con el nombre Rafael Alfonzo Ravard para impartir actividades que fomenten el trabajo en equipo.

## Biografía
Alfonzo Ravard nació el 17 de agosto de 1919, en el seno de una familia caraqueña ligada a tradicionales actividades empresariales; desde temprana edad le fueron inculcados sólidos valores intelectuales, morales y religiosos. Finaliza sus estudios secundarios en el Colegio San Ignacio -de los padres jesuitas-, obteniendo el título de bachiller en 1936. Decide entonces ingresar en la Academia Militar de Venezuela, a la que -según sus propias palabras, consideraba “campo propicio para poner su capacidad al servicio del país”. Se trató de una decisión inusual, pues para entonces no se requería preparación académica previa para integrarse a la formación castrense.
Por sus sobresalientes méritos académicos, en 1938 es distinguido con un viaje de estudios a Italia, donde permanece cursando estudios en la Academia Real de Artillería e Ingeniería (hoy Scuola de Applicazione Militare) de Turín, hasta el momento en que estalla la Segunda Guerra Mundial. De regreso en Venezuela, egresó de la Academia en enero de 1940 con el grado de subteniente, siendo destacado en la ciudad de Mérida. Sin embargo, las actividades a las cuales fue destinado allí no cumplían con sus expectativas, por lo cual decide continuar sus estudios y -a pesar de la falta de tiempo libre y de lo agotador de su labor militar- decide matricularse en la Universidad para estudiar ingeniería. A partir de este momento su destino de vida parece verse más claro.
Luego de un año en Mérida debe regresar a Caracas, donde las circunstancias le impiden seguir la carrera de ingeniería. Sin embargo, siempre impulsado por su inquietud intelectual, decide no abandonar su ritmo de vida; ya acostumbrado a las exigencias de la disciplina militar, había aprendido en Mérida a invertir su escaso tiempo libre entre las clases y el estudio. Ingresa, entonces, en la Facultad de Derecho pero al poco tiempo abandona para finalmente coronar un sueño largamente acariciado: ingresar al Massachusetts Institute of Technology, de donde egresó con el título de Ingeniero Civil en 1945.
Ese año es asignado, en El Junquito, al primer batallón de Ingenieros "Francisco Avendaño", llamado así en honor al tatarabuelo de la que sería, años después, su esposa. A los pocos meses de su regreso a Venezuela, vive el sobresalto de la Revolución de octubre: el presidente Isaías Medina Angarita es derrocado. Son años de inestabilidad, inquietud y polémica; el pueblo está descontento y la política se convierte, cada día más, en objeto de crítica e incluso tema de sarcasmo en programas radiales.
En 1953 es nombrado Presidente de la Comisión de Estudios para el Desarrollo Hidroeléctrico del Río Caroní. Su destacada labor al frente de dicha comisión impulsó definitivamente su meteórica carrera: presidió el Consejo Mundial de la Energía en 1954, fecha a partir de la cual, Venezuela, primero a través de la mencionada comisión de estudios y luego de la empresa EDELCA, se hizo miembro permanente. En 1958 es nombrado Presidente de la Corporación Venezolana de Fomento y en diciembre de 1960 es designado presidente de la Corporación Venezolana de Guayana (CVG).
En 1961 y bajo su presidencia, la CVG firmó un acuerdo con el Joint Center para Estudios Urbanos del Instituto Tecnológico de Massachusetts y la Universidad de Harvard para la asistencia técnica en el desarrollo y planificación de un nuevo y vanguardista núcleo urbano, Ciudad Guayana.

## Legado
Al completarse la fase de estudio y planificación del aprovechamiento del río Caroní, organizada por la comisión que presidía Rafael Alfonzo Ravard, se construyó la primera central hidroeléctrica del país: Macagua I, destinada a ser más allá de una planta hidroeléctrica, un embrión para el futuro desarrollo industrial venezolano. Avanzaba a su vez la instalación y construcción del complejo siderúrgico, estrechamente ligado uno a la otra, ya que la siderúrgica debía trabajar con hornos eléctricos para la reducción de mineral de hierro y necesitaba para ello la energía de la central hidroeléctrica.
Acorde con el crecimiento industrial de la región, el gobierno creaba nuevos organismos con la finalidad de sustentar la organización de dicho proyecto: el Instituto del Hierro y del Acero tuvo como finalidad impulsar la instalación y supervisión de la construcción de la planta siderúrgica; y la Compañía Anónima de Administración y Fomento Eléctrico (CADAFE), se encargó del área eléctrica, asesorada por un grupo de especialistas de la empresa Electricité de France. 
Entre 1965 y 1974, Alfonzo Ravard ejerce, simultáneamente con la presidencia de EDELCA, la vicepresidencia de Aluminios del Caroní (Alcasa). En 1973 asume además la presidencia de Venalum, todas empresas tuteladas por la CVG. En 1963 se pone en marcha el proyecto hidroeléctrico Guri, en su momento la de mayor capacidad en el mundo y una de las obras de ingeniería más colosales ejecutadas en la historia de Venezuela. Mientras tanto y de manera infatigable, Alfonzo Ravard trazaba nuevos horizontes con proyectos de desarrollo agropecuario para proveer productos agroindustriales a la zona; en 1969 llevó adelante el proyecto de arborización de Uverito, al sur del estado Monagas, donde se realizó con éxito la siembra de 26 millones de ejemplares de pino Caribe.
Luego de varios años trabajando en el proyecto para la nacionalización de la industria petrolera con un equipo de expertos y profesionales en la materia, el 1 de enero de 1976 la bandera venezolana fue izada en el pozo Zumaque 1 y el general Alfonzo Ravard, avalado por años de exitosa gestión al servicio de la administración pública, es nombrado primer presidente de la flamante empresa petrolera Petróleos de Venezuela, S.A. (PDVSA). Apoyado en un excelente equipo gerencial, Alfonzo Ravard logró llevar a PDVSA a ser, durante varios años, una de las cinco corporaciones petroleras más importantes del mundo, convirtiéndola en una empresa respetada por todo el sector político venezolano, como principal generadora de ingresos para el país.
En  noviembre de 2002 Rafael Alfonzo fue parte de la  comisión negociadora de la Coordinadora Democrática durante los conflictos en ese momento acompañado por Américo Martín, el socialdemócrata experto en relaciones internacionales Timoteo Zambrano, el diputado salido Alejandro Armas el gobernador Eduardo Lapi y el sindicalista Manuel Cova.

## Reconocimientos
Algunos reconocimientos del General fueron la Orden "General Rafael Urdaneta" en sus tres clases, la Orden Militar de Ayacucho en su Grado de Gran Oficial en 1956, la Cruz de las Fuerzas Terrestres, Cruz de las Fuerzas Aéreas y Cruz de las Fuerzas Armadas de Cooperación Venezolanas en 1960. En el plano internacional fue honrado con innumerables distinciones, de las cuales las más destacadas fueron:
- Oficial de la Legión de Honor (Francia), 1956
- Gran oficial de la Orden del Mérito (Italia), 1962
- Orden de Malta
- Gran cordón de la Orden de Boyacá (Colombia), en 1967
- Gran Cruz de la Orden del Mérito alemán (República Federal de Alemania), en 1971
- Gran Oficial de la Orden de Leopoldo I, (Bélgica)
- Gran Oficial de la Orden de Río Branco (Brasil)
- Orden Tudor Vladimirescu (Rumania)

## Otras actividades
Su gran espíritu altruista, siempre preocupado por la educación de personas de escasos recursos y en particular por los niños, lo hicieron benefactor permanente de la organización "Fe y Alegría" y de otras organizaciones de ayuda social como Charitas de Venezuela. Fue además miembro del Consejo de Fomento de la Fundación “Andrés Bello”, en la Universidad del mismo nombre, donde se instauró la “Cátedra Fundacional Institucional General Rafael Alfonzo Ravard” en su honor. Ocupó asimismo un puesto en la junta directiva de la Academia de Ciencias Físicas, Matemáticas y Naturales.